# Neville Wright
Pour les articles homonymes, voir Wright.
Neville Wright, né le 21 décembre 1980, est un athlète canadien, spécialiste du sprint, ainsi qu'un bobeur. Il mesure 1,82 m pour 91 kg. Son club est l'Université de l'Alberta.

## Meilleures performances
- 50 m en salle : 5.95 	7 Saskatoon	4 Feb 2007
- 60 m en salle : 	6.68 	4 	Montréal	8 Mar 2007
- 100 m : 10.30A 1,0 	2r3 		San Luis Potosi 19 mai 2007
- 200 m : 21.13A 2,0 	2 	Calgary	17 Jun 2007

## Palmarès en bobsleigh

### Coupe du monde
- 10 podiums  : 
  - en bob à 2 : 1 victoire et 2 deuxièmes places.
  - en bob à 4 : 1 deuxième place et 6 troisièmes places.
- 2 podiums par équipes : 1 victoire et 1 troisième place.

#### Détails des victoires en Coupe du monde
| Édition   | Bob à 2  | Bob à 4 |
| 2017-2018 | Whistler |         |